# Esarcus besucheti
Esarcus besucheti is een keversoort uit de familie boomzwamkevers (Mycetophagidae). De wetenschappelijke naam van de soort werd in 1964 gepubliceerd door Dajoz.